# Marion Jollès Grosjean
Marion Jollès Grosjean (Saint-Étienne, 8 december 1981) is een Franse journaliste en televisiepresentatrice. Sinds 2005 presenteert ze elke zondagochtend Automoto op TF1 met Denis Brogniart.

## Opleiding en vroege carrière
Marion Jollès werd geboren in Saint-Étienne in het departement Loire en heeft journalistiek gestudeerd in Parijs. Ondertussen liep ze regelmatig stage bij de radio als stringer. Na haar master in de Engelse taal heeft zij zes maanden in Canada gestudeerd en is daarna teruggekeerd naar Frankrijk, waar zij een speciale graad (DESS) heeft behaald in tweetalige journalistiek (Frans en Engels).

## Televisie carrière
Marion Jollès begon te werken op de televisiezender Eurosport. Vervolgens presenteerde ze in 2005 op TF1 een kort programma over verkeersveiligheid genaamd La bonne conduite. In datzelfde jaar werd ze ook gekozen om het wekelijkse programma Automoto te presenteren. Sinds maart 2009 is ze samen met Denis Brogniart presentatrice van het programma F1 à la Une. Ze maakte ook haar debuut tijdens de Grand Prix van Spanje in Barcelona. Vloeiend in het Engels en gewaardeerd door vele Formule 1-coureurs, kon ze een aantal van hen interviewen bij de startopstelling van de paddocks.
Ze presenteerde van september 2009 tot 2014 het programma Confessions intimes op TF1. Sinds januari 2010 presenteert ze samen met Christian Jeanpierre L'Affiche du jour, een programma gewijd aan voetbal. Tijdens de wereldbeker voetbal van 2010 in Zuid-Afrika presenteert ze het programma alleen in de studio, met Christian Jeanpierre en Arsène Wenger beiden ter plaatse via een scherm. In die periode presenteerde ze ook het gelijkaardige avondprogramma L'Affiche du soir, uitgezonden op het derde deel van de avond.
Van maart 2012 tot juni 2013 presenteert ze de nieuwe versie van Automoto op TF1 met Denis Brogniart. Sinds december 2014 is ze de plaatsvervangende presentatrice van de resultaten van loterij en EuroMillions, waarbij ze de hoofdpresentatoren vervangt tijdens de vakantieperiodes van het jaar.

## Persoonlijk leven
Marion Jollès trouwde op 27 juni 2012 in het Franse Chamonix met de Frans-Zwitserse Formule 1-coureur Romain Grosjean nadat ze al drie jaar samen waren. Ze voegde zijn achternaam toe aan de hare. Ze hebben twee zonen, Sacha, geboren op 29 juli 2013, en Simon, geboren op 16 mei 2015. In juli 2017 kondigde ze aan in verwachting te zijn van haar derde kind. Ze beviel op 31 december 2017 van een meisje met de naam Camille.

## Televisieprogramma's
| Jaar       | Titel                          | Opmerkingen              |
| ---------- | ------------------------------ | ------------------------ |
| 2005       | La bonne conduite              |                          |
| 2005-heden | Automoto                       |                          |
| 2009-12    | F1 à la une                    | Met Denis Brogniart      |
| 2009-14    | Confessions intimes            |                          |
| 2010-heden | L'Affiche du jour              | Met Christian Jeanpierre |
| 2011       | Des talents a coupé le souffle | Met Arthur               |
| 2014       | Histoire d'un rêve             |                          |
| 2014-heden | Loto & EuroMillions            |                          |